# Фокс (залив)
Басейнът Фокс (на английски: Foxe Basin) е голям залив на Северния ледовит океан, край северните брегове на Канада, принадлежащ административно към територия Нунавут. Дължината му от север на юг е около 650 km, ширината – до 370 km, дълбочината в северната му част – до 110 m, а в южната – до 400 m. 

## Географско положение, граници
Басейнът Фокс е разположен край североизточните брегове на Канада, между остров Бафинова земя на север, изток и югоизток, остров Саутхамптън на югозапад и полуостров Мелвил на запад. На северозапад тесният проток Фюри енд Хекла (между остров Бафинова земя и полуостров Мелвил) го свързва със залива Бутия, на юг протокът Фокс (между островите Бафинова земя и Саутхамптън) – с протока Хъдсън и залива Хъдсън, а на югозапад протоците Фрозен Стрийт, Рос Уелкъм и Не Алтра (между континента и остров Саутхамптън) – отново със залива Хъдсън.

## Брегове, острови, притоци
По-голямата част от бреговете на Басейна Фокс са ниски, плоски, на места заблатени и силно разчленени. Само брега на остров Саутхамптън е висок, стръмен, на места скалист. По северното, източното и югоизточното крайбрежие дълбоко навътре в остров Бафинова земя се вдават заливите Мари Максуел, Стейнсбю, Икпик, Уорди, Тавернер, Боумън, Кори, Харнет, Фини и др., а по западното и югозападното крайбрежие са разположени заливите Пари, Лайон, Дук ъф Йорк, Репалс и др. В североизточната, източната и югозападната му част се намират множество острови: на североизток и изток – Принц Чарлз (9521 km²), Еър Форс (1720 km²), Роули (1090 km²), Йенс Мунк (920 km²), Брей (689 km²), Кох (458 km²), Спейсър и др.; на югозапад – Ванситарт (997 km²), Уайт (789 km²), Уинтър и др. Извиращите от планините на остров Бафинова земя реки и вливащи се в залива са: Гифорд, Роули, Ханцш, Кукджуак, Ауклер и др., а от полуостров Мелвил – Бароу и др.

## Хидрология, селища
Приливите в залива са полуденонощни, с височина от 1,2 до 9 m. Водите му замръзват през октомври и се размразяват в края на юли, но дрейфуващи ледове се съхраняват през цялото лято. По бреговете на огромния залив има само две постоянни инуитски селища: Репалс Бей (на брега на залива Репалс, в югозападната част) и Набукюак (на югоизток, на брега на Бафинова земя).

## Откриване и изследване
Басейнът Фокс е открит през септември 1631 г. от английския мореплавател Люк Фокс, който плава в него до 66°30′ с.ш. и много по-късно е наименуван в негова чест. През 1821 – 1822 г. североизточните брегове на остров Саутхамптън и източните брегове на полуостров Мелвил са открити и първично картирани от британската експедиция, възглавявана от Уилям Едуард Пари, който освен това открива и част от западните брегове на някои от островите, разположени в североизточната му част. През 1938 – 1939 г. канадският биолог и географ Томас Манинг изследва и картира западния бряг на Бафинова земя и доказва наличието на някои острови, които дотогава са се смятали за част от Бафинова земя. В периода от 1947 до 1949 г. на базата на извършените аерофотозаснемания са обособени още множество ниски острови в североизточната и източната част на Басейна Фокс, смятани също за части от Бафинова земя.